# Corey Baird
Corey Jacob Baird (ur. 30 stycznia 1996 w Escondido) – amerykański piłkarz występujący na pozycji napastnika lub skrzydłowego, reprezentant Stanów Zjednoczonych, od 2024 roku zawodnik FC Cincinnati.